# Coussarea imitans
Coussarea imitans är en måreväxtart som beskrevs av Louis Otho Otto Williams. Coussarea imitans ingår i släktet Coussarea och familjen måreväxter. Inga underarter finns listade i Catalogue of Life.